# Lexington (Texas)
Pour les articles homonymes, voir Lexington.
La ville de Lexington est située dans le comté de Lee, dans l’État du Texas, aux États-Unis. Sa population s’élevait à 1 177 habitants lors du recensement de 2010, estimée à 1 193 habitants en 2016.

## Source
- (en) Cet article est partiellement ou en totalité issu de l’article de Wikipédia en anglais intitulé « Lexington, Texas » (voir la liste des auteurs).